# Flavoperla ovalolobata
Flavoperla ovalolobata är en bäcksländeart som först beskrevs av Wu, C.F. 1948.  Flavoperla ovalolobata ingår i släktet Flavoperla och familjen jättebäcksländor. Inga underarter finns listade i Catalogue of Life.